# Балковый, Пётр Михайлович
Пётр Михайлович Балковый (24 июня 1904, с. Знаменовка Новомосковского повету Екатеринославской губернии — ???) — украинский историк, специалист в области истории Второй мировой войны.

## Биография
Пётр Балковый родился в 1904 году в крестьянской семье. В 1915 году окончил земскую школу, а в 1919 году — Новомосковское высшее начальное училище.
В годы Гражданской войны воевал на стороне красных партизан.
В 1920-х годах работал в советских и кооперативных организациях на руководящих должностях.
С 1926 по 1928 годы — служил в Красной Армии. С 1928 по 1931 годы находился на партийной работе.
В 1935 году окончил Коммунистический университет имени Артёма. С 1935 по 1936 годы учился в аспирантуре Украинской ассоциации марксистско-ленинских университетов. С 1936 по 1940 годы работал в музее В. И. Ленина лектором и заведующим отдела.
С 1941 по 1945 годы — на фронтах Второй мировой войны, был командиром взвода, парторгом батальона, агитатором политотдела соединения. Участвовал в обороне Сталинграда.
С 1946 по 1950 годы — старший научный сотрудник Комиссии по истории Великой Отечественной войны АН УССР. Защитил диссертацию по теме «Истребительные батальоны Украины в период оборонительных боёв Красной Армии (июнь 1941 — июль 1942)».
С 1950 по 1970 годы — старший научный сотрудник отдела истории социалистического строительства Института истории АН УССР.

## Научная деятельность
Один из авторов трёхтомного издания «Українська РСР у Великій Вітчизняній війни Радянського Союзу 1941—1945 рр.»
Автор монографий:
- Народне ополчення Радянської України. — К., 1961.
- Війна без флангів. Партизансько-повстанська боротьба українського народу проти білогвардійців та інтервентів в 1918—1920 рр. — К., 1966.

## Государственные награды
- Орден «Красного Знамени»
- медаль «За оборону Сталинграда»
- медаль «За победу над Германией»